# 武田豊
武田 豊（たけだ ゆたか、1914年1月6日 - 2004年2月15日）は、日本の実業家。宮城県高清水町出身。新日本製鐵（新日鉄）代表取締役会長、経済団体連合会（経団連）副会長、日本鉄鋼連盟会長などを歴任した。東京帝国大学法学部政治学科卒業。孫娘は大室ゆみ。

## 来歴・人物
宮城県仙台第一中学校 (現: 宮城県仙台第一高等学校 )、山形高等学校（現:山形大学）を経て1939年に東京帝国大学法学部政治学科(現:東京大学法学部政治学科)卒業後、同年4月日本製鐵（日鉄）入社。1950年同社解体により富士製鐵に移り、社長室秘書課長、人事部長などを経て、1970年3月八幡製鐵と合併し新日鉄が発足するとともに専務となり、1977年には副社長、1981年社長に昇格。社長時代には、急激な円高と鉄鋼不況に対応するため、1万9000人の人員削減と設備集約を柱とする合理化が行われ、新日鉄建て直しのレールが敷かれた。1987年会長に退き、1989年取締役相談役、1991年相談役、1998年社友。2004年2月15日死去。90歳没。
ほかに、国際鉄鋼協会会長、日本鉄鋼連盟会長（1984年～1989年）、経団連副会長（1986年～1989年）、日本経営者団体連盟（日経連）副会長（1986年～1989年）、全国交通安全協会会長、日本野球連盟（社会人野球）会長、女性職業財団理事など要職を兼任した。1993年にはあしなが育英会会長にも就任している。また、大脳生理学研究でも有名で、著書に「自己開発法」がある。
さらには弓道家としても知られる。小学校2年で弓道を始め、山形高等学校3年時には全国インタカレッジの個人で全国制覇した。範士十段で全日本弓道連盟会長（1984年～1986年）も務めた。

## 褒章・受賞
- 1979年 藍綬褒章
- 1985年 経済界敢闘賞、リオブランコ勲章グランデオフィシャル章（ブラジル）、勲一等瑞宝章
- 2004年 従三位

## エピソード
- 東大を卒業して戦前の1939年日本製鐵（日鉄）に入社したときの試験官が青年課長時代の永野重雄（新日本製鐵元会長）で、スクラップ課の課長、課員の関係となり、毎日のように一緒に酒を飲んだ。永野は武田を鍛え、武田も永野に尽くし、実の親子以上に深いつながりがあった[2]。1984年、永野が亡くなった時、武田は新日鉄の社長で、日本武道館で行われた永野の葬儀の葬儀委員代表を務めた。